# Жажда странствий
«Жажда странствий» (англ. Wanderlust) — комедия о любви к путешествиям с Дженнифер Энистон и Полом Раддом в главных ролях.
Премьера фильма в США состоялась 24 февраля 2012 года.

## Сюжет
Герои фильма Линда и Джордж — самые обыкновенные городские жители. И живут они в самом обыкновенном Нью-Йорке. Но что делать, когда быт и окружающие тебя люди, то, чем ты занимаешься, да и вообще всё вокруг, начинает тебя жутко раздражать? Выход один — сменить обстановку. Так и поступает семейная пара, меняя суматошный Нью-Йорк на более спокойный небольшой городок, чтобы отдохнуть, а заодно приобщиться к тамошней культуре.

## В ролях
- Дженнифер Энистон — Линда
- Малин Акерман — Эва
- Пол Радд — Джордж
- Рэй Лиотта
- Риба Макинтайр — камео
- Лорен Эмброуз — Элмонд
- Джастин Теру — Сет
- Кэтрин Хан — Карен
- Алан Алда — Карвин
- Джо Ло Трульо — Уэйн Дэвидсон
- Керри Кенни-Сильвер — Кэти
- Микаэла Уоткинс — Мариса
- Патриция Френч — Беверли

## Интересные факты
- Оригинальное название Wanderlust дословно переводится как «Страсть к путешествиям», однако российские прокатчики ввели иной смысл, подразумевающий смену места жительства, а не любовь к путешествиям как к таковым.
- Дэвид Уэйн не только поставил фильм, но написал сценарий и выступил одним из продюсеров. Пол Радд также является одним из продюсеров. Вместе они уже работали над картиной «Взрослая неожиданность» — Дэвид Уэйн выступил режиссёром, а Пол Радд исполнил главную роль. Дэвид Уэйн также снялся в комедии «Люблю тебя, чувак», в которой играл Пол Радд.
- Кен Марино — один из сценаристов и продюсеров — известный американский актёр.
- Съёмки картины велись осенью 2010 года на Манхэттене, Нью-Йорк, а также в нескольких городах штата Джорджия, США
- У Дженнифер Энистон в фильме новый имидж, актрису облачили в кожу, гладко уложили волосы и надели тёмные очки[1].
- Гонорар Дженнифер Энистон составил 8 миллионов долларов.
- Актёр Фред Армисен первоначально планировался на роль Уэйна Дэвидсона, которую в итоге получил Джо Ло Труглио.
- Джессика Альба отказалась от роли Эвы, которая досталась актрисе Малин Акерман.
- Исполнители главных ролей Пол Радд и Дженнифер Энистон не в первый раз работают вместе — в 1998 году они снялись в комедии «Объект моего восхищения», а позже пересеклись на съёмочной площадке телесериала «Друзья», в котором Дженнифер Энистон играла ведущую роль, а Пол Радд стал приглашённой звездой девятого сезона.
- Актриса Малин Акерман после съёмок призналась, что рада совместной работе с Дженнифер Энистон: «Дженнифер не только чудесная актриса, но она также искренняя и веселая женщина. Вы бы захотели, чтобы она стала вашим лучшим другом. Она просто удивительная»[2].
- За день до американского релиза Дженнифер Энистон стала обладательницей собственной звезды на знаменитой «Аллее славы».

## Мировой релиз
- Словения — 23 февраля 2012 года
- США — 24 февраля 2012 года
- Великобритания — 2 марта 2012 года
- Ирландия — 2 марта 2012 года
- Румыния — 9 марта 2012 года